# Fizjoterapia dziecięca
Fizjoterapia dziecięca – specjalistyczna dziedzina medycyny zajmująca się diagnozowaniem, leczeniem oraz rehabilitacją dzieci i młodzieży. Jej głównym celem jest wspieranie prawidłowego rozwoju fizycznego oraz psychomotorycznego, wykorzystując szeroki wachlarz metod terapeutycznych dostosowanych do potrzeb najmłodszych pacjentów.

## Cele
Fizjoterapia dziecięca odgrywa kluczową rolę w:
- Poprawie funkcji motorycznych – zajmuje się wspieraniem rozwoju motoryki dużej i małej, co jest niezbędne w codziennym funkcjonowaniu dziecka.
- Normalizacji napięcia mięśniowego – pomaga dzieciom z problemami takimi jak wzmożone (hipertonia) lub obniżone (hipotonia) napięcie mięśniowe.
- Korekcji wad postawy – działa na rzecz poprawy postawy ciała, co ma kluczowe znaczenie dla zdrowia układu ruchu.
- Wczesnej interwencji – umożliwia wczesne wykrywanie i leczenie zaburzeń rozwojowych, co może zapobiegać ich dalszym konsekwencjom[2].

## Wskazania
Fizjoterapia dziecięcia jest zalecana w różnych przypadkach. Oto przykładowe wskazania do fizjoterapii tego typu:
- Edukacja rodziców w zakresie prawidłowej pielęgnacji niemowląt.
- Zaburzenia neurologiczne wpływające na koordynację ruchową i kontrolę motoryki.
- Powikłania okołoporodowe, które negatywnie oddziałują na rozwój ruchowy.
- Dysplazja stawów biodrowych.
- Problemy związane z napięciem mięśniowym, zarówno wzmożonym, jak i obniżonym.
- Wady postawy, takie jak skolioza, płaskostopie czy koślawość kolan.
- Urazy ortopedyczne, w tym zwichnięcia i skręcenia stawów.
- Schorzenia genetyczne wymagające wsparcia motorycznego i integracji sensorycznej.
- Opóźnienia rozwojowe, takie jak brak osiągania kamieni milowych (np. siadania, raczkowania, chodzenia).
- Trudności w przetwarzaniu bodźców sensorycznych[3].

## Metody stosowane w fizjoterapii dziecięcej
Różnorodność stosowanych metod pozwala dostosować terapię do indywidualnych potrzeb dziecka. Do najczęściej wykorzystywanych podejść należą:
- Metoda Bobath (NDT) – technika wspomagająca dzieci z zaburzeniami neurologicznymi poprzez stymulację prawidłowych wzorców ruchowych.
- Metoda Vojty – opiera się na aktywacji stref na ciele, co inicjuje naturalne wzorce ruchowe, szczególnie pomocne u dzieci z opóźnionym rozwojem.
- PNF (ang. Proprioceptive Neuromuscular Facilitation) – technika rozwijająca propriocepcję oraz wspomagająca kontrolę ruchową poprzez stymulację mięśni i układu nerwowego.
- Plastrowanie dynamiczne (inaczej Kinesio Taping) – wykorzystanie specjalnych taśm wspierających stabilizację, mobilność oraz redukcję napięć mięśniowych.
- Terapia integracji sensorycznej (SI) – skupia się na poprawie zdolności dziecka do przetwarzania bodźców zmysłowych, szczególnie w przypadku zaburzeń sensorycznych.
- Terapia ręki – poprawia sprawność manualną, kluczową dla czynności takich jak pisanie czy chwytanie przedmiotów.
- Metoda Halliwick – terapia w wodzie wspomagająca rozwój koordynacji i równowagi, szczególnie skuteczna u dzieci z problemami ruchowymi.
- Metoda ruchu rozwijającego Weroniki Sherborne – technika wspierająca rozwój psychomotoryczny dziecka poprzez ćwiczenia ruchowe z elementami interakcji społecznej[4][5][6].
- Terapia FITS – metoda skoncentrowana na pracy z dziećmi z wadami postawy i skoliozami. Obejmuje rozluźnianie struktur mięśniowo-powięziowych ograniczających ruch korekcyjny, a następnie kształtowanie indywidualnych, trójpłaszczyznowych wzorców ruchowych, które są stopniowo wzmacniane i stabilizowane[7].

## Proces terapeutyczny
Terapia dziecięca rozpoczyna się od szczegółowej diagnozy obejmującej:
- Ocenę stanu zdrowia oraz zdolności motorycznych dziecka.
- Analizę reakcji na bodźce zewnętrzne i zachowania dziecka.
- Na podstawie wyników diagnozy opracowywany jest indywidualny plan terapii, który uwzględnia wiek, potrzeby oraz możliwości dziecka. Ważne jest, aby proces terapeutyczny odbywał się w atmosferze sprzyjającej współpracy i komfortowi pacjenta[5].

Fizjoterapia dziecięca stanowi istotne wsparcie w rozwoju pacjentów. Właściwie dobrane metody terapeutyczne umożliwiają nie tylko leczenie schorzeń, ale także wspieranie harmonijnego rozwoju dziecka na każdym etapie jego życia.